# XXI. Zimske olimpijske igre – Vancouver 2010.
XXI. Zimske olimpijske igre su se održavale od 12. do 28. veljače 2010. godine u Vancouveru, Britanska Kolumbija, Kanada, dok su se neki događaji održavali u odmaralištu Whistler te Richmondu, vancouverskom predgrađu.

## Kandidatura
Vancouver je pobijedio u natjecanju za domaćina Olimpijskih igrara 2. srpnja 2003. godine, na 115. sastanku Međunarodnog olimpijskog odbora u Pragu u Češkoj. Ostali kandidati za 21. ZOI bili su Salzburg u Austriji i Pyeongchang u Južnoj Koreji.
| Grad        | Država       | Prvi krug | Drugi krug |
| Vancouver   | Kanada       | 40        | 56         |
| Pyeongchang | Južna Koreja | 51        | 53         |
| Salzburg    | Austrija     | 16        | –          |

## Troškovi
Operativni troškovi Zimskih olimpijskih igara 2010. bili su procijenjeni na $1,354 milijardi (2004.), dok je sredinom 2009. ova procjena podignuta na $1,76 milijardi. Cjelokupna svota za operativni proračun dobavljena je iz nevladinih izvora, tj. kroz sponzorstva i prodaje prava za prikazivanje prijenosa. Novac poreznih obveznika bio je utrošen na izgradnju i obnovu raznih objekata u Vancouveru, Whistleru i Richmondu i to u visini od $580 miijuna. Sigurnosni proračun iznosio je $200 milijuna dolara, također uzet iz državnog proračuna, dok je odgovorna organizacija za sigurnost Royal Canadian Mounted Police (RCMP). Ova prvotna svota za sigurnost kasnije se pokazala nedovoljnom da se pravilno obavi posao, te se popela na $1 milijardu. Neposredno prije početka igara u veljači 2010. ukupni troškovi za pripremu olimpijskih igara uključujući i infrastrukturne projekte u regiji procijenjene su na $6 milijardi, dok su troškovi potrošeni izravno na igre $600 milijuna. Revizorska kuća Price-Waterhouse u svom izvještaju navodi da će koristi i prihodi za grad i provinciju biti u visini od $10 milijarda, dok su izravni prihodi procijenjeni na $1 milijardu.

## Maskota
Maskote ZOI u Vancouveru inspirirane su Haida mitologijom Zapadne Kanade, no na njihov je konačan izgled ponajprije utjecao olimpijski pokret, a potom i kultura i život stanovnika Britanske Kolumbije. Imena maskota su: Miga, Quatchi i Sumi.

### Športska borilišta i prateći objekti
Ceremonija otvaranja i zatvaranja igara održala se na stadionu BC Place.

## Zastupljeni športovi
Na XXI. Zimskim olimpijskim igrama natjecanja su u 15 športova (u zagradi je broj disciplina po pojedinom športu):
- alpsko skijanje (10)
- biatlon (10)
- bob (3)
- skijaško trčanje (12)

- curling (2)
- umjetničko klizanje (4)
- slobodno skijanje (6)
- hokej na ledu (2)

- sanjkanje (3)
- nordijska kombinacija (3)
- brzo klizanje na kratkim stazama (8)
- skeleton (2)

- skijaški skokovi (3)
- snowboard (6)
- brzo klizanje (12)

## Raspored natjecanja
Legenda tablice:
- zelenom bojom su označene  ceremonije otvaranja i zatvaranja OI,
- plavom bojom su označeni dani  kvalifikacija u pojedinim športovima,
- žutom bojom su označeni dani kada se održavaju   finalna natjecanja (broj u polju je broj finalnih natjecanja tog dana),
- u posljednjem stupcu je ukupan broj natjecanja u pojedinim športovima,
- športovi su poredani abecedno.

| ● | Ceremonija otvaranja |  | Kvalifikacije | ● | Finalno natjecanje |  | Egzibicijska gala | ● | Ceremonija zatvaranja |

| Kalendar Zimskih olimpijskih igara 2010. | Kalendar Zimskih olimpijskih igara 2010. | Kalendar Zimskih olimpijskih igara 2010. | Kalendar Zimskih olimpijskih igara 2010. | Kalendar Zimskih olimpijskih igara 2010. | Kalendar Zimskih olimpijskih igara 2010. | Kalendar Zimskih olimpijskih igara 2010. | Kalendar Zimskih olimpijskih igara 2010. | Kalendar Zimskih olimpijskih igara 2010. | Kalendar Zimskih olimpijskih igara 2010. | Kalendar Zimskih olimpijskih igara 2010. | Kalendar Zimskih olimpijskih igara 2010. | Kalendar Zimskih olimpijskih igara 2010. | Kalendar Zimskih olimpijskih igara 2010. | Kalendar Zimskih olimpijskih igara 2010. | Kalendar Zimskih olimpijskih igara 2010. | Kalendar Zimskih olimpijskih igara 2010. | Kalendar Zimskih olimpijskih igara 2010. | Kalendar Zimskih olimpijskih igara 2010. |
| veljača                                  | 12.                                      | 13.                                      | 14.                                      | 15.                                      | 16.                                      | 17.                                      | 18.                                      | 19.                                      | 20.                                      | 21.                                      | 22.                                      | 23.                                      | 24.                                      | 25.                                      | 26.                                      | 27.                                      | 28.                                      | Z                                        |
| ---------------------------------------- | ---------------------------------------- | ---------------------------------------- | ---------------------------------------- | ---------------------------------------- | ---------------------------------------- | ---------------------------------------- | ---------------------------------------- | ---------------------------------------- | ---------------------------------------- | ---------------------------------------- | ---------------------------------------- | ---------------------------------------- | ---------------------------------------- | ---------------------------------------- | ---------------------------------------- | ---------------------------------------- | ---------------------------------------- | ---------------------------------------- |
| svečano otvorenje                        | •                                        |                                          |                                          |                                          |                                          |                                          |                                          |                                          |                                          |                                          |                                          |                                          |                                          |                                          |                                          |                                          |                                          |                                          |
| biatlon                                  |                                          | •                                        | •                                        |                                          | ••                                       |                                          | ••                                       |                                          |                                          | ••                                       |                                          | •                                        |                                          |                                          | •                                        |                                          |                                          | 10                                       |
| bob                                      |                                          |                                          |                                          |                                          |                                          |                                          |                                          |                                          |                                          | •                                        |                                          |                                          | •                                        |                                          |                                          | •                                        |                                          | 3                                        |
| curling                                  |                                          |                                          |                                          |                                          |                                          |                                          |                                          |                                          |                                          |                                          |                                          |                                          |                                          |                                          | •                                        | •                                        |                                          | 2                                        |
| hokej na ledu                            |                                          |                                          |                                          |                                          |                                          |                                          |                                          |                                          |                                          |                                          |                                          |                                          |                                          | •                                        |                                          |                                          | •                                        | 2                                        |
| umjetničko klizanje                      |                                          |                                          |                                          | •                                        |                                          |                                          | •                                        |                                          |                                          |                                          | •                                        |                                          |                                          | •                                        |                                          |                                          |                                          | 4                                        |
| brzo klizanje                            |                                          | •                                        | •                                        | •                                        | •                                        | •                                        | •                                        |                                          | •                                        | •                                        |                                          | •                                        | •                                        |                                          |                                          | ••                                       |                                          | 12                                       |
| slobodno skijanje                        |                                          | •                                        | •                                        |                                          |                                          |                                          |                                          |                                          |                                          | •                                        |                                          | •                                        | •                                        | •                                        |                                          |                                          |                                          | 6                                        |
| sanjkanje                                |                                          |                                          | •                                        |                                          | •                                        | •                                        |                                          |                                          |                                          |                                          |                                          |                                          |                                          |                                          |                                          |                                          |                                          | 3                                        |
| brzo klizanje na kratkim stazama         |                                          | •                                        |                                          |                                          |                                          | •                                        |                                          |                                          | ••                                       |                                          |                                          |                                          | •                                        |                                          | •••                                      |                                          |                                          | 8                                        |
| skeleton                                 |                                          |                                          |                                          |                                          |                                          |                                          |                                          | ••                                       |                                          |                                          |                                          |                                          |                                          |                                          |                                          |                                          |                                          | 2                                        |
| alpsko skijanje                          |                                          | •                                        | •                                        |                                          | •                                        | •                                        |                                          | •                                        | •                                        | •                                        |                                          |                                          | •                                        |                                          | •                                        | •                                        |                                          | 10                                       |
| nordijsko skijanje                       |                                          |                                          |                                          | ••                                       |                                          | ••                                       |                                          | •                                        | •                                        |                                          | ••                                       |                                          | •                                        | •                                        |                                          | •                                        | •                                        | 12                                       |
| skijaški skokovi                         |                                          | •                                        |                                          |                                          |                                          |                                          |                                          |                                          | •                                        |                                          | •                                        |                                          |                                          |                                          |                                          |                                          |                                          | 3                                        |
| nordijska kombinacija                    |                                          |                                          | •                                        |                                          |                                          |                                          |                                          |                                          |                                          |                                          |                                          | •                                        |                                          | •                                        |                                          |                                          |                                          | 3                                        |
| snowboard                                |                                          |                                          |                                          | •                                        | •                                        | •                                        | •                                        |                                          |                                          |                                          |                                          |                                          |                                          |                                          | •                                        | •                                        |                                          | 6                                        |
| svečano zatvaranje                       |                                          |                                          |                                          |                                          |                                          |                                          |                                          |                                          |                                          |                                          |                                          |                                          |                                          |                                          |                                          |                                          | •                                        |                                          |
| Finala                                   | –                                        | 6                                        | 6                                        | 5                                        | 6                                        | 7                                        | 5                                        | 4                                        | 6                                        | 6                                        | 4                                        | 4                                        | 6                                        | 5                                        | 7                                        | 7                                        | 2                                        | 86                                       |
| • = Dodjela medalja                      |                                          |                                          |                                          |                                          |                                          |                                          |                                          |                                          |                                          |                                          |                                          |                                          |                                          |                                          |                                          |                                          |                                          |                                          |

## Zemlje sudionice
82 nacionalna olimpijska odbora prijavilo je natjecatelje i timove za sudjelovanje na XXI. Zimskim olimpijskim igrama. Kajmanski Otoci, Kolumbija, Gana, Crna Gora, Pakistan, Peru i Srbija po prvi puta su samostalno na zimskim olimpijskim igrama. Luksemburg je kvalificirao dva natjecatelja, ali oni nisu sudjelovali jer jedan nije zadovoljio uvjete postavljene od strane nacionalnog olimpijskog odbora, a drugi je ozlijeđen prije početka igara.
| - Albanija - Alžir - Andora - Argentina - Armenija - Australija - Austrija - Azerbajdžan - Bjelorusija - Belgija - Bermudi - Bosna i Hercegovina - Brazil - Bugarska - Kanada - Kajmanski Otoci - Čile - NR Kina - Kolumbija - Hrvatska - Cipar - Češka - Danska - Estonija - Etiopija - Finska - Francuska - Gruzija | - Njemačka - Gana - Ujedinjeno Kraljevstvo - Grčka - Hong Kong - Mađarska - Island - Indija - Iran - Irska - Izrael - Italija - Jamajka - Japan - Kazahstan - Sjeverna Koreja - Južna Koreja - Kirgistan - Latvija - Libanon - Lihtenštajn - Litva - Sjeverna Makedonija - Meksiko - Moldavija - Monako - Mongolija | - Crna Gora - Maroko - Nepal - Nizozemska - Novi Zeland - Norveška - Pakistan - Peru - Poljska - Portugal - Rumunjska - Rusija - San Marino - Senegal - Srbija - Slovačka - Slovenija - JAR - Španjolska - Švedska - Švicarska - Republika Kina - Tadžikistan - Turska - Ukrajina - SAD - Uzbekistan |

## Hrvatska na ZOI 2010.
Hrvatska je nastupala s 19 športaša u 4 športa. To su bile 6. Zimske olimpijske igre na kojima je sudjelovala i Hrvatska.

## Popis podjele medalja
(Medalje domaćina i Hrvatske posebno su istaknute)
| Zimske olimpijske igre Vancouver 2010. |                        |       |        |        |        |
| Plasman                                | Država                 | Zlato | Srebro | Bronca | Ukupno |
| 1.                                     | Kanada                 | 14    | 7      | 5      | 25     |
| 2.                                     | Njemačka               | 10    | 13     | 7      | 29     |
| 3.                                     | SAD                    | 9     | 15     | 13     | 36     |
| 4.                                     | Norveška               | 9     | 8      | 6      | 22     |
| 5.                                     | Južna Koreja           | 6     | 6      | 2      | 14     |
| 6.                                     | Švicarska              | 6     | 0      | 3      | 9      |
| 7.                                     | NR Kina                | 5     | 2      | 4      | 11     |
| 8.                                     | Švedska                | 5     | 2      | 3      | 10     |
| 9.                                     | Austrija               | 4     | 6      | 6      | 16     |
| 10.                                    | Nizozemska             | 4     | 1      | 3      | 8      |
| 11.                                    | Rusija                 | 3     | 5      | 7      | 15     |
| 12.                                    | Francuska              | 2     | 3      | 6      | 11     |
| 13.                                    | Australija             | 2     | 1      | 0      | 3      |
| 14.                                    | Češka                  | 2     | 0      | 4      | 6      |
| 15.                                    | Poljska                | 1     | 3      | 2      | 6      |
| 16.                                    | Italija                | 1     | 1      | 3      | 5      |
| 17.                                    | Slovačka               | 1     | 1      | 1      | 3      |
|                                        | Bjelorusija            | 1     | 1      | 1      | 3      |
| 19.                                    | Ujedinjeno Kraljevstvo | 1     | 0      | 0      | 1      |
| 20.                                    | Japan                  | 0     | 3      | 2      | 5      |
| 21.                                    | Hrvatska               | 0     | 2      | 1      | 3      |
|                                        | Slovenija              | 0     | 2      | 1      | 3      |
| 23.                                    | Latvija                | 0     | 2      | 0      | 2      |
| 24.                                    | Finska                 | 0     | 1      | 4      | 5      |
| 25.                                    | Estonija               | 0     | 1      | 0      | 1      |
|                                        | Kazahstan              | 0     | 1      | 0      | 1      |
|                                        |                        |       |        |        |        |
| Ukupno                                 | Ukupno                 | 86    | 87     | 85     | 258    |

## Brige i kontroverze

### Smrt gruzijskog sanjkaša
Gruzijski sanjkaš Nodar Kumaritašvili poginuo je na treningu prije službenog natjecanja i par sati prije ceremonije otvaranja Olimpijskih igara. Na ledenoj stazi u Whistleru, koja se smatra najbržom na svijetu, izgubio je nadzor pri brzini preko 140 km/h, udario je u zaštitnu ogradu, izletio sa staze i udario u metalni stup. Vrlo brzo je preminuo od zadobivenih ozljeda glave.

## Unutarnje poveznice
- Alpsko skijanje na ZOI 2010.

## Vanjske poveznice
- Vancouver 2010 Olympic and Paralympic Winter Games, službene stranice  Arhivirana inačica izvorne stranice od 25. listopada 2009. (Wayback Machine)
- Vancouver 2010 from the International Olympic Committee
- Government of Canada 2010 Federal Secretariat  Arhivirana inačica izvorne stranice od 3. svibnja 2010. (Wayback Machine)
- CTV Olympics
- City of Vancouver, official Host City page  Arhivirana inačica izvorne stranice od 8. travnja 2010. (Wayback Machine)
- The official Whistler website of the Vancouver 2010 Olympic and Paralympic Winter Games